# Казарян, Самвел Ааронович
Самвел Ааронович Казарян (род. 3 апреля 1997, Маралик, Ширакская область) — российский самбист, чемпион и призёр чемпионатов России, призёр Кубков России и Европы, чемпион мира, Заслуженный мастер спорта России (21 июня 2021 года). Увлёкся самбо в возрасте шести лет. Выступает в весовой категории до 82 кг. Живёт вБлаговещенске. Представляет клуб «Витязь» (Благовещенск). Его наставником является Дмитрий Богодист.

## Спортивные результаты
- Первенство Европы 2013 года — ;
- Первенство мира 2014 года — ;
- Первенство Европы 2016 года — ;
- Первенство Европы 2017 года — ;
- Кубок России по самбо 2018 года — ;
- Чемпионат России по самбо 2019 года — ;
- Кубок Европы 2019 года — ;
- Чемпионат России по самбо 2020 года — ;
- Чемпионат России по самбо 2020 года — ;